# Nově industrializované země

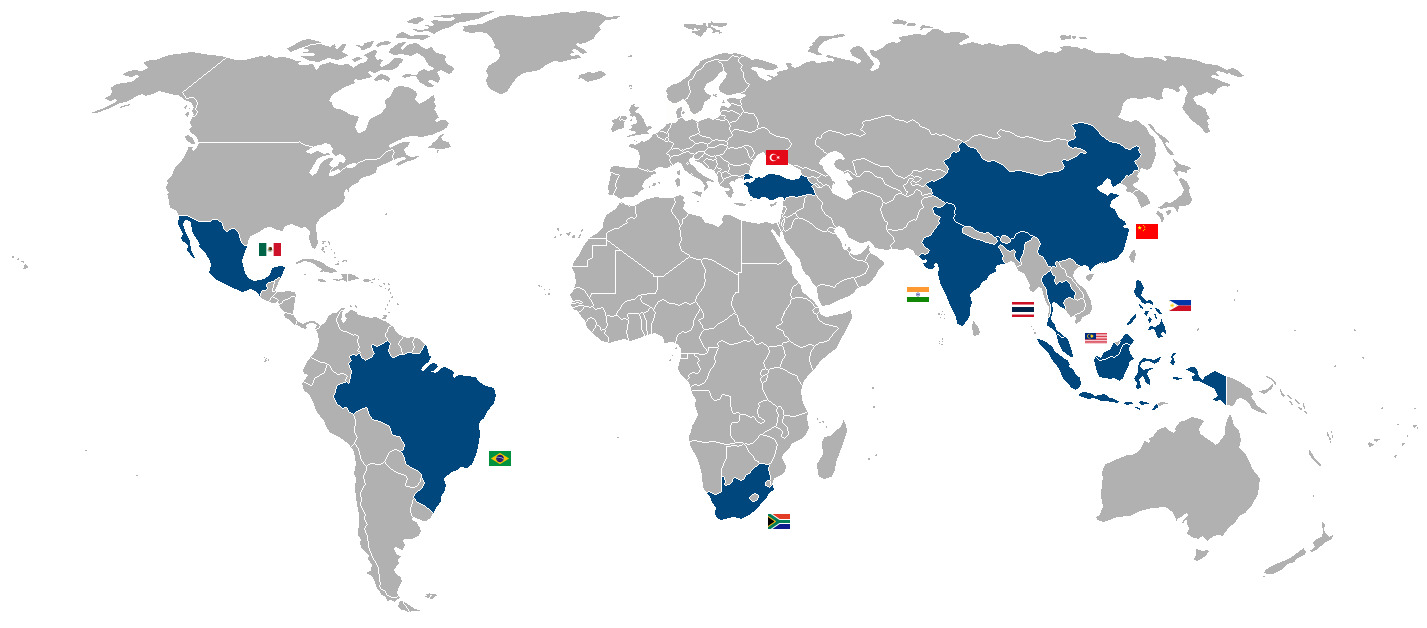
Státy, které byly v roce 2007 považovány za součást skupiny NIZ (bez rozlišení generací)

Nově industrializované země (NIZ) je označení používané pro skupinu rozvojových zemí, které ještě nedosáhly hospodářské úrovně zemí prvního světa, ale dosahují lepších makroekonomických výsledků než jiné státy třetího světa.

## Generace rozvojových zemí

### 1. generace
- Japonsko
- rozvoj od 60. let

### 2. generace (asijští tygři)
- Jižní Korea, Tchaj-wan, Hongkong a Singapur
- inspirací úspěšný rozvoj Japonska
- nyní již rozvinuté státy

### 3. generace
- Malajsie, Indonésie, Thajsko, Filipíny, Mexiko, Brazílie, Argentina, Chile
- rozvoj od 80. let
- pomalejší růst než v případě "asijských tygrů"

## Charakteristiky přisuzované nově industrializovaným zemím

### Hospodářské charakteristiky
- rychlá industrializace
- ztráta hospodářského významu zemědělství
- orientace na export
- orientace na volný trh
- velký příliv zahraničních kapitálových investic
- nižší standardy (environmentální, pracovněprávní…)

### Společenské charakteristiky
- společenské problémy, spojené s přesuny velkých skupin obyvatelstva do měst
- větší svoboda a dodržování lidských práv než v jiných rozvojových zemích (neplatí pro Čínu a částečně pro Turecko)